# Принс, Торин
Торин Принс (англ. Taurean Prince; род. 25 марта 1994 года Сан-Маркос, Техас, США) — американский профессиональный баскетболист, выступающий за клуб НБА «Милуоки Бакс». Обычно играет в роли свингмена. Выступал за команду Бэйлорского университета в студенческом баскетболе. Был выбран на драфте НБА 2016 года в первом раунде под общим двенадцатым номером.

## Ранние годы
Первые три сезона в средней школе Эрла Уоррена Торин провел под руководством главного тренера Джима Уивера. В выпускном классе он помог своей школьной команде выйти в полуфинал первенства штата Техас. Первоначально он хотел учиться и играть за команду университета Лонг-Айленд, но из-за смены тренера в «ЛАЮ Бруклин» Торин Принс передумал и выбрал Бэйлорский университет.

## Студенческая карьера
На первом курсе Торин Принс сыграл 24 матча и не выходил в стартовой пятерке «Беарз». Он в среднем набирал 3,7 очка за игру. На втором курсе Торин провёл все 38 игр «Беарз» и дважды появлялся с первых минут на паркете. На его счету было 6,2 очка за игру. На третьем курсе Принс сыграл 33 матча, из них в стартовом составе — 6. Он в среднем набирал 13,9 очков за игру. Торина признали лучшим шестым игроком конференции Big 12. На четвертом курсе Принс был игроком стартового состава «Беарз» и сыграл за команду 34 матча. Он в среднем набирал 15,9 очков за игру.

## Карьера в НБА

### Атланта Хокс (2016—2019)
23 июня 2016 года Торин Принс был выбран на драфте НБА 2016 года в первом раунде под общим двенадцатым номером командой «Юта Джаз». 7 июля 2016 года права на игрока были обменяны в «Атланта Хокс» в результате трёхсторонней сделки с участием «Юты» и «Индиана Пэйсерс». 15 июля 2016 года Торин подписал контракт с «Атлантой». 11 марта 2017 года игрок во встречи с «Мемфис Гриззлис» впервые в НБА набрал 17 очков. 6 апреля 2017 года в матче против «Бостон Селтикс» Торин обновил свой рекорд результативности в лиге до 20 очков. В течение сезона 2016/2017 Торин Принс неоднократно играл за клуб лиги развития НБА «Лонг-Айленд Нетс».
12 декабря 2017 года в матче против «Кливленд Кавальерс» впервые на счету игрока в графе результативность было 24 очка. 15 декабря 2017 года Торин в поединке против «Мемфис Гриззлис» впервые в НБА забил 5 трёхочковых бросков. 29 декабря 2017 года Принс в матче против «Торонто Рэпторс» сделал дабл-дабл из 30 очков и 10 подборов. 30 очков являлись новым рекордом результативности игрока в НБА. Он также во второй раз в карьере забил 5 бросков из-за дуги. 2 февраля 2018 года во встречи против «Бостон Селтикс» Торин Принс обновил свой рекорд результативности в лиге до 31 очка. 11 марта 2018 года в поединке против «Чикаго Буллз» впервые на счету игрока в графе результативность было 38 очков. 17 марта 2018 года в матче против «Милуоки Бакс» Торин повторил свой рекорд результативности, который равен 38 очков. 8 апреля 2018 года Принс во встречи против «Бостон Селтикс» забил рекордные для себя 7 трёхочковых бросков из 8 попыток.
19 октября 2018 года Торин Принс с 28 очками стал лучшим бомбардиром команда в матче против «Мемфис Гриззлис». 13 января 2019 года во встречи против «Милуоки Бакс» игрок вернулся на площадку после пропуска 18 игр из-за растяжения левой лодыжки.

### Бруклин Нетс (2019—2021)
6 июля 2019 года Торин Принс вместе драфт-пиком второго раунда 2020 года был обменян «Атланта Хокс» в «Бруклин Нетс» на Аллена Крэбба, права с драфта на Никейла Александер-Уокера, защищенный драфт-пик первого раунда 2020 года.

### Кливленд Кавальерс (2021)
14 января 2021 года в результате трёхстороннего обмена, с переходом Джеймса Хардена в «Бруклин Нетс», Принс был отправлен в «Кливленд Кавальерс».

### Миннесота Тимбервулвз (2021—2023)
3 августа 2021 года Принс вместе с выбором второго раунда драфта 2022 года и денежной компенсацией был обменян в «Миннесоту Тимбервулвз» на Рики Рубио. 30 июня 2022 года Принс подписал с «Тимбервулвз» двухлетний контракт на 16 миллионов долларов.

### Лос-Анджелес Лейкерс (2023—2024)
6 июля 2023 года Принс подписал контракт с «Лос-Анджелес Лейкерс». 9 декабря 2023 года Принс и «Лейкерс» выиграли первый внутрисезонный турнир НБА.

### Милуоки Бакс (2024—настоящее время)
9 июля 2024 года Принс подписал контракт с «Милуоки Бакс». 17 декабря 2024 года Принс вместе с «Бакс» выиграл турнир НБА 2024 года, став первым игроком в истории, победившим в нескольких внутрисезонных турнирах НБА.

## Выступления за национальную сборную
Летом 2015 года Торин Принс выступал за сборную США на Панамериканских играх и помог ей выиграть бронзовые медали.

## Статистика

### Статистика в НБА
| Сезон                                                                                    | Команда   | Регулярный сезон | Регулярный сезон | Регулярный сезон | Регулярный сезон | Регулярный сезон | Регулярный сезон | Регулярный сезон | Регулярный сезон | Регулярный сезон | Регулярный сезон | Регулярный сезон | Серия плей-офф | Серия плей-офф | Серия плей-офф | Серия плей-офф | Серия плей-офф | Серия плей-офф | Серия плей-офф | Серия плей-офф | Серия плей-офф | Серия плей-офф | Серия плей-офф |
| Сезон                                                                                    | Команда   | GP               | GS               | MPG              | FG%              | 3P%              | FT%              | RPG              | APG              | SPG              | BPG              | PPG              | GP             | GS             | MPG            | FG%            | 3P%            | FT%            | RPG            | APG            | SPG            | BPG            | PPG            |
| ---------------------------------------------------------------------------------------- | --------- | ---------------- | ---------------- | ---------------- | ---------------- | ---------------- | ---------------- | ---------------- | ---------------- | ---------------- | ---------------- | ---------------- | -------------- | -------------- | -------------- | -------------- | -------------- | -------------- | -------------- | -------------- | -------------- | -------------- | -------------- |
| 2016/17                                                                                  | Атланта   | 59               | 10               | 16,6             | 40,0             | 32,4             | 78,7             | 2,7              | 0,9              | 0,7              | 0,5              | 5,7              | 6              | 6              | 31,2           | 55,8           | 28,6           | 100,0          | 5,3            | 1,3            | 0,3            | 0,2            | 11,2           |
| 2017/18                                                                                  | Атланта   | 82               | 82               | 30,0             | 42,6             | 38,5             | 84,4             | 4,7              | 2,6              | 1,0              | 0,5              | 14,1             | Не участвовал  | Не участвовал  | Не участвовал  | Не участвовал  | Не участвовал  | Не участвовал  | Не участвовал  | Не участвовал  | Не участвовал  | Не участвовал  | Не участвовал  |
| 2018/19                                                                                  | Атланта   | 55               | 47               | 28,2             | 44,1             | 39,0             | 81,9             | 3,6              | 2,1              | 1,0              | 0,3              | 13,5             | Не участвовал  | Не участвовал  | Не участвовал  | Не участвовал  | Не участвовал  | Не участвовал  | Не участвовал  | Не участвовал  | Не участвовал  | Не участвовал  | Не участвовал  |
| 2019/20                                                                                  | Бруклин   | 64               | 61               | 29,0             | 37,6             | 33,9             | 79,8             | 6,0              | 1,8              | 0,9              | 0,4              | 12,1             | Не участвовал  | Не участвовал  | Не участвовал  | Не участвовал  | Не участвовал  | Не участвовал  | Не участвовал  | Не участвовал  | Не участвовал  | Не участвовал  | Не участвовал  |
| 2020/21                                                                                  | Бруклин   | 12               | 4                | 18,2             | 40,5             | 35,1             | 88,9             | 2,8              | 0,6              | 0,7              | 0,7              | 8,1              | Не участвовал  | Не участвовал  | Не участвовал  | Не участвовал  | Не участвовал  | Не участвовал  | Не участвовал  | Не участвовал  | Не участвовал  | Не участвовал  | Не участвовал  |
| 2020/21                                                                                  | Кливленд  | 29               | 6                | 23,7             | 39,9             | 41,5             | 83,7             | 3,7              | 2,4              | 0,7              | 0,5              | 10,1             | Не участвовал  | Не участвовал  | Не участвовал  | Не участвовал  | Не участвовал  | Не участвовал  | Не участвовал  | Не участвовал  | Не участвовал  | Не участвовал  | Не участвовал  |
| 2021/22                                                                                  | Миннесота | 69               | 8                | 17,1             | 45,4             | 37,6             | 75,6             | 2,5              | 1,0              | 0,7              | 0,3              | 7,3              | 5              | 0              | 13,1           | 37,0           | 28,6           | 85,7           | 1,6            | 1,2            | 0,4            | 0,2            | 6,0            |
| 2022/23                                                                                  | Миннесота | 54               | 4                | 22,1             | 46,7             | 38,1             | 84,4             | 2,4              | 1,6              | 0,5              | 0,3              | 9,1              | 5              | 1              | 20,0           | 36,4           | 38,1           | 77,8           | 1,4            | 0,8            | 0,6            | 0,2            | 7,8            |
| 2023/24                                                                                  | Лейкерс   | 78               | 49               | 27,0             | 44,2             | 39,6             | 73,5             | 2,9              | 1,5              | 0,7              | 0,4              | 8,9              | 5              | 0              | 22,2           | 41,4           | 29,4           | 100,0          | 2,4            | 0,6            | 0,2            | 0,4            | 7,4            |
|                                                                                          | Всего     | 502              | 271              | 24,4             | 42,4             | 37,6             | 81,1             | 3,6              | 1,7              | 0,8              | 0,4              | 10,1             | 21             | 7              | 22,1           | 44,7           | 31,8           | 89,7           | 2,8            | 1,0            | 0,4            | 0,2            | 8,2            |
| Наведите курсор мыши на аббревиатуры в заголовке таблицы, чтобы прочесть их расшифровку. |           |                  |                  |                  |                  |                  |                  |                  |                  |                  |                  |                  |                |                |                |                |                |                |                |                |                |                |                |

### Статистика в Джи-Лиге
| Сезон                                                                                    | Команда          | Регулярный сезон | Регулярный сезон | Регулярный сезон | Регулярный сезон | Регулярный сезон | Регулярный сезон | Регулярный сезон | Регулярный сезон | Регулярный сезон | Регулярный сезон | Регулярный сезон | Серия плей-офф | Серия плей-офф | Серия плей-офф | Серия плей-офф | Серия плей-офф | Серия плей-офф | Серия плей-офф | Серия плей-офф | Серия плей-офф | Серия плей-офф | Серия плей-офф |
| Сезон                                                                                    | Команда          | GP               | GS               | MPG              | FG%              | 3P%              | FT%              | RPG              | APG              | SPG              | BPG              | PPG              | GP             | GS             | MPG            | FG%            | 3P%            | FT%            | RPG            | APG            | SPG            | BPG            | PPG            |
| ---------------------------------------------------------------------------------------- | ---------------- | ---------------- | ---------------- | ---------------- | ---------------- | ---------------- | ---------------- | ---------------- | ---------------- | ---------------- | ---------------- | ---------------- | -------------- | -------------- | -------------- | -------------- | -------------- | -------------- | -------------- | -------------- | -------------- | -------------- | -------------- |
| 2016/17                                                                                  | Лонг-Айленд Нетс | 5                | 3                | 28,3             | 50,0             | 38,1             | 71,4             | 7,6              | 2,2              | 1,6              | 0,8              | 20,6             | Не участвовал  | Не участвовал  | Не участвовал  | Не участвовал  | Не участвовал  | Не участвовал  | Не участвовал  | Не участвовал  | Не участвовал  | Не участвовал  | Не участвовал  |
|                                                                                          | Всего            | 5                | 3                | 28,3             | 50,0             | 38,1             | 71,4             | 7,6              | 2,2              | 1,6              | 0,8              | 20,6             | Не участвовал  | Не участвовал  | Не участвовал  | Не участвовал  | Не участвовал  | Не участвовал  | Не участвовал  | Не участвовал  | Не участвовал  | Не участвовал  | Не участвовал  |
| Наведите курсор мыши на аббревиатуры в заголовке таблицы, чтобы прочесть их расшифровку. |                  |                  |                  |                  |                  |                  |                  |                  |                  |                  |                  |                  |                |                |                |                |                |                |                |                |                |                |                |

### Статистика в NCAA
| Сезон | Команда | Conf   | Class | GP  | GS | MPG  | FG%  | 3P%  | FT%  | RPG | APG | SPG | BPG | PPG  |
| --- | ------- | ------ | ----- | --- | -- | ---- | ---- | ---- | ---- | --- | --- | --- | --- | ---- |
| 2012/13 | Бэйлор  | Big 12 | FR    | 24  | 0  | 6,4  | 58,3 | 33,3 | 72,7 | 2,2 | 0,1 | 0,4 | 0,1 | 3,7  |
| 2013/14 | Бэйлор  | Big 12 | SO    | 38  | 2  | 14,3 | 46,5 | 36,6 | 70,9 | 2,8 | 0,6 | 0,5 | 0,2 | 6,2  |
| 2014/15 | Бэйлор  | Big 12 | JR    | 33  | 6  | 26,3 | 47,2 | 39,5 | 64,4 | 5,6 | 1,3 | 1,5 | 0,9 | 13,9 |
| 2015/16 | Бэйлор  | Big 12 | SR    | 34  | 34 | 30,6 | 43,2 | 36,1 | 77,4 | 6,1 | 2,3 | 1,3 | 0,7 | 15,9 |
| Всего | Всего   | Всего  | Всего | 129 | 42 | 20,2 | 46,0 | 37,6 | 71,8 | 4,2 | 1,1 | 0,9 | 0,5 | 10,2 |
| Наведите курсор мыши на аббревиатуры в заголовке таблицы, чтобы прочесть их расшифровку Статистика приведена с сайта sports-reference.com |         |        |       |     |    |      |      |      |      |     |     |     |     |      |